# Spain Rodriguez
Manuel „Spain“ Rodriguez (* 22. März 1940 in Buffalo, New York; † 28. November 2012 in San Francisco, Kalifornien) war ein US-amerikanischer Underground-Comix-Zeichner und Autor. Er wurde mit seiner Serie Trashman bekannt, die aus Spains Erfahrungen als Biker und Mitglied der Road Vultures sowie seiner gegenkulturellen und linksradikalen Einstellung entstand.

## Leben
Spain Rodriguez hat an der Silvermine Guild Art School in Connecticut studiert. In den späten 1960er Jahren konnte er für die New Yorker Stadtzeitung East Village Other arbeiten, die 1968 mit Zodiac Mindwarp ein eigenes Comic in Zeitungsformat produzierte. 
Rodriguez gründete mit anderen die United Cartoon Workers of America, und er lieferte Beiträge für zahllose Comix. Er zeichnete auch Salons Comic-Serie The Dark Hotel.
Sein Stil war ursprünglich sehr stark von Wally Wood beeinflusst, aber er veränderte sich in eine expressivere und einfachere Richtung, er übernahm Woods Erotik, die er manchmal noch verstärkte, etwa in der klassischen  Geschichte Mean Bitch Thrills. Spains Frauen sind nicht allzu zurückhaltend und eher Macho, Sadomasochismus spielt eine gewisse Rolle.
2009 illustrierte er die Biographie des Che, Che: A Graphic Biography. Art Spiegelman nannte das Ergebnis brillant und radikal.

## Werke
- The Collected Trashman, Vol. 1, No. 1. Berkeley Tribe, 1969.
  - Spain Rodriguez, U-Comix Sonderband, Band 19, Volksverlag, 1979.
- Trashman Lives! The Collected Stories from 1968 to 1985. Fantagraphics Books, Seattle, 1989.
- She: Anthology of Big Bitch. Mit Susie Bright. Last Gasp, San Francisco, 1993.
- My True Story. Fantagraphics Books, Seattle, 1994.
- Nothing in This Book Is True, But It’s Exactly How Things Are. Text Bob Frissell. Frog Ltd., Berkeley,  1994.
- Alien Apocalypse 2006. Mit Kathy Glass und Harold S. Robbins; Frog, Berkeley, 2000.
- Nightmare Alley. Von William Lindsay Gresham. Fantagraphics Books, Seattle, 2003. ISBN 1-56097-511-3
- You Are a Spiritual Being Having a Human Experience. Text von Bob Frissell. Frog, Berkeley, 2003.
- Che: A Graphic Biography, Paul Buhle (Hrsg.). Verso, London, 2008.